# Ronaldo Chacón
Ronaldo Daniel Chacón Zambrano (San Cristóbal, 18 febbraio 1998) è un calciatore venezuelano, attaccante della Portuguesa FC.

## Caratteristiche tecniche
È un centravanti.

## Carriera

### Club
Ha giocato nella prima divisione venezuelana.

### Nazionale
Con la nazionale Under-20 venezuelana ha preso parte al campionato sudamericano 2017 ed al campionato mondiale 2017.

## Palmarès

### Club

#### Competizioni nazionali
- Campionato venezuelano: 1

Deportivo Táchira: 2014-2015
- Copa Venezuela: 1

Dep. La Guaira: 2024